# جون كوني
جون كوني (بالإنجليزية: John Cooney)‏ هو لاعب اتحاد الرغبي أيرلندي، ولد في 1 مايو 1990 توفي عن عمر يناهز 28 في Blantyre, South Lanarkshire ‏ في المملكة المتحدة.

## روابط خارجية
- جون كوني عل موقع إسبنسكروم (الإنجليزية)
- جون كوني على موقع ItsRugby.co.uk (الإنجليزية)